# Jean-Marie André (homme politique)
Pour les articles homonymes, voir Jean-Marie André et André.
Jean-Marie André, né le 22 mai 1937 à Saint-Gilles dans le Gard, est un homme politique français.
Il est député de la 2e circonscription du Gard de 1993 à 1997 et maire de Beaucaire de 1983 à 2002.

## Biographie

### Maire de Beaucaire (1983-2002)
Il est élu maire de Beaucaire en 1983, succédant au communiste José Boyer.
À sa création en 1987, il devient, aux côtés de Pierre André et Julien Rey, président d'honneur du club des « Anciens razeteurs ».
Il se fit remarquer en concluant une alliance avec le FN, malgré la marginalisation des rapprochements entre l'extrême-droite et la droite classique[réf. nécessaire][Quand ?].
Il est par ailleurs membre de France Debout.

#### Député et candidat aux législatives (1993-1997)
Il est élu député de la deuxième circonscription du Gard sous les couleurs de l'UDF, sous la Xe législature (1993-1997). Son suppléant fut Raymond Fontaine, maire (RPR) de Vergèze (1971-2001).

#### Maire à temps plein (1997-2002)
Réélu maire aux municipales de 2001, il a notamment pour adjoint Cédric Durand, délégué aux sports, aux nouvelles technologies, à l'information et  la communication.
Il se représente aux législatives de 2002, candidat sous l'étiquette divers droite. Il est alors battu au second tour dans le cadre d'une triangulaire par l'UMP Étienne Mourrut.

### Retrait progressif de la vie publique (après 2002)
Il choisit alors, en 2002, Mireille Cellier pour le remplacer à la tête de la mairie. Il reste alors premier adjoint au maire jusqu'en 2008, président quelquefois le conseil municipal en l'absence de la première magistrate.
Puis il siège dans l'opposition après les élections municipales de 2008. Il envisage un temps une candidature aux élections sénatoriales de septembre de la même année. En 2011, il donne sa démission. Son fils Christophe André, suivant de liste, le remplace alors au conseil municipal.
Il est adhérent à l'UMP avant de quitter ce parti en 2012 ; il annonce alors voter pour François Bayrou à la présidentielle de 2012.